# 高橋伸也 (ゲームクリエイター)
高橋 伸也（たかはし しんや、1963年11月9日 - ）は、日本のゲームクリエイター。任天堂 取締役専務執行役員および企画制作本部長。ニンテンドーシステムズ取締役兼任。そのほかモノリスソフト取締役、プロジェクトソラ取締役を歴任した。

## 経歴
京都府宇治市出身。1989年に京都市立芸術大学美術学部美術科（版画専攻）を卒業後、任天堂に入社。
入社後、情報開発本部制作部でファミコン及びスーパーファミコン用ソフトのCGデザイナーを担当した後、NINTENDO 64時代には主に3DCGのディレクターやモーションキャプチャーを務める。社内チーム再編で企画開発本部に移籍した後、環境制作部で『Touch! Generations』、ニンテンドーDSi内蔵ソフト、ニンテンドーDSiウェアなどの数多くのソフトのプロデューサーを務めた。
企画開発本部企画開発部および環境制作部部長、副本部長を経て、2013年6月より取締役企画開発本部長に就任。開発応援本部担当を兼務した後、2015年9月16日付で企画制作本部長、ビジネス開発本部および開発総務本部管掌に異動し、将来の社長候補の一人として、宮本茂の後任のソフトウェア開発部門トップに就いた。2016年6月より常務執行役員となる。
2018年6月の経理出身の古川俊太郎新社長の体制で専務執行役員に昇格し、引き続きソフトウェア開発部門トップとして、君島達己前社長が整備した集団経営体制を、古川社長およびハードウェア開発部門トップの塩田興取締役と共に担う。
Nintendo Switch発売以降のNintendo Directでは、小泉歓晃と共に司会を務め、表に顔を出す数少ない任天堂社員となっている。

## 主な作品
- ふぁみこんむかし話 遊遊記 - CGデザイナー
- ワイルドトラックス - 図形デザイナー
- スーパーマリオRPG - CGモデルデザイナー
  - マリオアーティスト タレントスタジオ - モーションキャプチャー
  - ルイージマンション - エンディングデザイナー
    - ルイージマンション2 - ゼネラルプロデューサー
    - ニンテンドー3DS専用 ルイージマンション - ゼネラルプロデューサー

  - マリオカート ダブルダッシュ!! - プロデューサー[16]
    - マリオカート8 デラックス - ゼネラルプロデューサー

  - マリオvs.ドンキーコング - アドバイザー
    - マリオvs.ドンキーコング 突撃!ミニランド以降の同シリーズ - ゼネラルプロデューサー

  - スーパーマリオ64DS - キャラクターデザイン監修
  - Dance Dance Revolution with MARIO - キャラクター監修
  - MARIO SPORTS MIX - シニアプロデューサー
    - マリオスポーツ スーパースターズ - ゼネラルプロデューサー

  - マリオパーティ9以降の同シリーズ - ゼネラルプロデューサー
  - マリオテニス オープン以降の同シリーズ - ゼネラルプロデューサー
  - ペーパーマリオ スーパーシール以降の同シリーズ - ゼネラルプロデューサー
  - マリオ&ルイージRPG4 ドリームアドベンチャー以降の同シリーズ - ゼネラルプロデューサー
  - マリオゴルフ ワールドツアー以降の同シリーズ - ゼネラルプロデューサー
  - ヨッシー New アイランド以降の同シリーズ - ゼネラルプロデューサー
  - スーパーマリオ オデッセイ - ゼネラルプロデューサー
- ウェーブレース64 - ディレクター
- テン・エイティ スノーボーディング - モーションキャプチャー
- ポケモンスタジアム - モデリングディレクター
  - ポケモンスタジアム2 - 3DCGディレクター
  - ポケモンスタジアム金銀 - 3DCGディレクター
  - ポケットモンスター サン・ムーン以降の同シリーズ（外伝作品含む） - ゼネラルプロデューサー（ポケモンクエスト以降は渡邊哲也、宇都宮崇人と共同）
- ゼルダの伝説 時のオカリナ - モーションキャプチャー
  - ゼルダの伝説 風のタクト - 進捗管理
  - ゼルダの伝説 4つの剣+ - 進捗管理
  - ゼルダの伝説 時のオカリナ 3D - シニアプロデューサー
  - ゼルダの伝説 ムジュラの仮面 3D - シニアプロデューサー
  - ゼルダの伝説 トワイライトプリンセス HD - シニアプロデューサー
  - ゼルダの伝説 ブレス オブ ザ ワイルド以降の同シリーズ - ゼネラルプロデューサー
- 大合奏!バンドブラザーズ - プロデューサー[8]
  - 大合奏!バンドブラザーズDX - プロデューサー[8]
  - 大合奏!バンドブラザーズP - ゼネラルプロデューサー
- 脳を鍛える大人のDSトレーニング - プロデューサー[17]
  - もっと脳を鍛える大人のDSトレーニング - プロデューサー[8]
  - ちょっと脳を鍛える大人のDSiトレーニング - プロデューサー[18]
  - ものすごく脳を鍛える5分間の鬼トレーニング - ゼネラルプロデューサー[10]
- DS楽引辞典 - プロデューサー
- 英語が苦手な大人のDSトレーニング えいご漬け - プロデューサー[8]
  - 英語が苦手な大人のDSトレーニング もっとえいご漬け - プロデューサー[8]
- 監修 日本常識力検定協会 いまさら人には聞けない 大人の常識力トレーニングDS - プロデューサー
- 見る力を実践で鍛える DS眼力トレーニング - プロデューサー
- みんなの常識力テレビ - プロデューサー
- 日本経済新聞社監修 知らないままでは損をする「モノやお金のしくみ」DS - プロデューサー[19]
- 写真で格闘!フォトファイターX - シニアプロデューサー
- 毛糸のカービィ以降の同シリーズ（あつめて!カービィを除く） - ゼネラルプロデューサー
- ドンキーコング リターンズ - ゼネラルプロデューサー
  - ドンキーコング リターンズ 3D - プロデューサー
  - ドンキーコング トロピカルフリーズ - ゼネラルプロデューサー
- パイロットウイングス リゾート - プロデューサー
- Wiiリモコンプラス バラエティパック - ゼネラルプロデューサー[20]
- みんなのリズム天国以降の同シリーズ - ゼネラルプロデューサー
- 引ク押ス - プロデューサー
- ひらり 桜侍 - 制作長
- キキトリック - プロデューサー
- ザ・ローリング・ウエスタン - プロデューサー
- 新・光神話 パルテナの鏡 - シニアプロデューサー
- ゲーム&ワリオ - ゼネラルプロデューサー
- 任天童子 - 制作長
- トモダチコレクション 新生活 - ゼネラルプロデューサー
- The Wonderful 101 - ゼネラルプロデューサー
- 大乱闘スマッシュブラザーズ for Nintendo 3DS / Wii U - ゼネラルプロデューサー
  - 大乱闘スマッシュブラザーズ SPECIAL - ゼネラルプロデューサー
- ベヨネッタ2 - ゼネラルプロデューサー
- バッジとれ〜るセンター - ゼネラルプロデューサー
- Dr.LUIGI & 細菌撲滅 - ゼネラルプロデューサー
- Newニンテンドー3DS専用 ゼノブレイド - ゼネラルプロデューサー
  - ゼノブレイドクロス - ゼネラルプロデューサー
  - ゼノブレイド2 - エグゼクティブプロデューサー
- いっしょにチョキッと スニッパーズ - ゼネラルプロデューサー
- ARMS - ゼネラルプロデューサー
- スプラトゥーン2 - ゼネラルプロデューサー
- スターリンク バトル・フォー・アトラス（Nintendo Switch版） - ゼネラルプロデューサー
- あつまれ どうぶつの森 - ゼナラルプロデューサー（江口勝也と共同）
- はたらくUFO（Nintendo Switch版） - ゼネラルプロデューサー
- ミートピア（Nintendo Switch版） - ゼネラルプロデューサー